# Steven Quale
Steven Quale (Evanston, 1967) é um diretor de cinema norte-americano, conhecido por Final Destination 5 e Into the Storm, bem como por seu trabalho anterior como diretor de segunda unidade de James Cameron.

## Filmografia

### Diretor
- Renegades (2017) (2017)
- Into the Storm (2014)
- Final Destination 5 (2011)
- Aliens of the Deep (2005)
- Superfire (2002)
- Darkness (1988)

### Diretor assistente
- Avatar (2009) (supervisor de efeitos visuais, diretor de segunda unidade)
- The Haunted Mansion (2003)  (diretor de segunda unidade)
- The Adventures of Rocky and Bullwinkle (2000) (diretor de segunda unidade)
- Titanic (1997) (diretor de segunda unidade)